# Loening Aeronautical Engineering
Loening Aeronautical Engineering a été l'une des entreprises américaines pionnières dans la fabrication d'aéronefs.
L'entreprise a été fondée en 1917 par Grover Loening et basée au 31 Street à East River, New York (État de New York - États-Unis), bien qu'il ait déjà conçu et construit en 1911 l'un des premiers hydravions.

Dans l'année de fondation de l'entreprise, Loening a obtenu de la part de l'US Navy un contrat de construction du Loening M-8, un biplace monoplan contreventé à aile haute à des fins d'évaluations.
Après la Première Guerre mondiale, sort des ateliers le Loening Air Yacht qui réussit à gagner plusieurs records du monde, tandis que le marché privé des hydravions commence à s'ouvrir. Le développement de la série Loening OL, un hydravion avec au centre de l'avion un flotteur et un train d'atterrissage escamotable, enregistre le plus de succès à l'entreprise.
En 1928, la Huff-Daland Aero Company achète la société et se voit délocaliser ses activités de New York au siège de la nouvelle société à Bristol en Pennsylvanie. La société combinée opère maintenant sous le nouveau nom Keystone Aircraft Corporation, Bien qu'initialement Loening continue en tant que département distinct appelé Loening Aeronautical Division, quelques-uns des designers, dont Leroy Grumman quittent l'entreprise et fondent le Grumman Aerospace Corporation.
En 1929,  Keystone entre dans la fusion de Curtiss-Wright Corporation et devient une unité de fabrication du nouveau groupe.
Grover Loening commence en 1928 à créer une nouvelle société Grover Loening Aircraft Company, en plus des activités de consultation.
La société est dissoute en 1938 lorsque Loening rejoint en 1937 la fonction publique.

## Modèles d'avions
- Loening Air Yacht
- Loening C-1W
- Loening C-2C
- Loening C-4C
- Loening C-5
- Loening C-6
- Loening Duckling
- Loening FL-1
- Loening LS.
- Loening M-2 Kitten
- Loening M-3
- Loening M-8
- Loening Monoduck
- Loening O2L
- Loening OA-1
- Loening OA-2
- Loening OL  (-1 à –9)
- Loening PA-1
- Loening PW-2
- Loening S-1
- Loening S-2L
- Loening SL